# Museo de la Real Fuerza Aérea Saudí
El Museo de la Real Fuerza Aérea Saudí es un museo de Arabia Saudita que se encuentra en la carretera de circunvalación este de Riad entre las salidas 10 y 11. El museo presenta la historia de la Real Fuerza Aérea Saudí desde su creación en la década de 1920 hasta la actualidad. El museo cuenta con un parque al aire libre y un museo estático interior grande y moderno.
Las salas de presentación contienen exposiciones sobre la historia de los motores de los aviones y su armamento, uniformes, insignias y condecoraciones y una exhibición especial sobre el Príncipe Sultán bin Salman bin Abdulaziz Al Saud de Arabia Saudita el primer saudí en el espacio.